# Rebecca Johnson
Rebecca Johnson, född 9 januari 1988 i Karlstad, är en svensk fotbollsspelare (anfallare) som spelar i Hertzöga BK

## Klubbar
- Hertzöga BK 2018 -
- Bergdalens IK, 2014 - 2016
- Jitex BK, 2013
- Þór/KA (Island), aug-2012 - dec-2012
- Dalsjöfors GOIF, 2011 - juli 2012 (konkurs)[1]
- Djurgårdens IF DFF, 2008 - 2010
- QBIK, 1996-2007 (moderklubb)[2]

## Meriter
- Isländsk mästare[3]
- 2 st U23 landskamper
- 11 st U21 landskamper
- 20 st Flicklandskamper[4]